# 루이스 라미레스 사파타
루이스 라미레스 사파타(스페인어: Luis Ramírez Zapata, 1954년 1월 16일 ~ )는 엘살바도르의 전직 축구 선수로 과거 선수 시절 공격수로 활약했다.

## 선수 시절

### 클럽 경력
1971년 CD 아길라에서 데뷔한 이후 1992년 아틀레티코 마르테에서 은퇴할 때까지 21년간 활동했고 이 가운데 가장 오랫동안 뛰었던 팀은 CD 아길라로 1971년부터 1976년 그리고 1980년부터 1992년까지 팀의 주축 공격수로 활약하는 동안 엘살바도르 프리메라 디비시온 5회 우승(1972, 1975-76, 1976-77, 1983, 1987-88) 및 3회 준우승(1984, 1986-87, 1990-91), 1973년 코파 인테르클루베스 UNCAF 준우승, 1976년 CONCACAF 챔피언스컵 우승 등에 기여했다.

### 국가대표팀 경력
엘살바도르 A대표팀 첫 합류 후 니카라과와의 1971년 CONCACAF 챔피언십 중앙아메리카 지역 예선 2차전에서 국제 A매치 데뷔골을 결승골로 장식하며 팀의 1-0 승리에 기여했다.
그 뒤 니카라과와의 1975년 팬아메리칸 게임 D조 조별리그 1차전에서 팀이 2-1로 앞서 있던 후반 42분경 승부에 쐐기를 박는 결승골을 터뜨리며 4-1 완승에 일조했지만 팀은 2차전에서 브라질 U-23 대표팀에 0-2로 패했고 코스타리카와의 최종전에서는 0-0 무승부에 그치며 8강 조별라운드 진출이 무산되었다.
이후 1977년 CONCACAF 챔피언십 중앙아메리카 지역 예선에서 5골을 폭격하며 12년만에 CONCACAF 골드컵 본선행을 이끌었고 캐나다와의 본선 1차전에서도 멀티골을 터뜨리며 팀의 3위 입상을 이끌었다.
그로부터 5년 후에 열린 1982년 FIFA 월드컵을 통해 생애 첫 월드컵 본선 무대를 밟은 뒤 1954년 FIFA 월드컵 준우승팀인 헝가리와의 3조 조별리그 1차전에서 0-6으로 크게 지고 있던 후반 19분 엘살바도르의 월드컵 1호골이자 현재까지도 엘살바도르의 유일한 월드컵 득점의 주인공이 되었으나 팀은 이 경기에서 1-10으로 대패하는 등 3전 전패의 처참한 성적을 거두며 대회를 조기에 마감했다.